# Microacmaeodera rolciki
Microacmaeodera (Squamicroacmaeodera) rolciki – gatunek chrząszcza z rodziny bogatkowatych, podrodziny Polycestinae i plemienia Acmaeoderini.

## Taksonomia
Gatunek ten został opisany w 2007 roku przez Marka G. Volkovitsha.

## Opis
Niewielki chrząszcz, osiągający od 6 do 6,8 mm długości ciała. Ubarwiony czarno, bez dodatkowych wzorów. Ciało wydłużone, u wierzchołka wysmuklone, słabo pokryte cienkimi, białymi włoskami. Pokrywy z podłużnymi, punktowanymi rowkami z których czwarte schodzą się ze zwykłymi u kątów barkowych w pobliżu  podstawy.
.

## Występowanie
Gatunek ten jest endemitem Tajlandii, znanym wyłącznie z Chanthaburi.